# Trío La La La
El Trío La La La fue un trío vocal español, integrado por Mercedes Valimaña (Merche Macaria), María Jesús Aguirre y Cristina Fernández, y que se hicieron especialmente populares a finales de la década de 1960 y principios de la 70 por acompañar a algunos de los más destacados solistas que representaron a España en el Festival de Eurovisión.

## Trayectoria
Las integrantes, inicialmente Merche, Cristina Fernández y María Jesús, habían coincidido en el Conservatorio de música de Madrid. Con carreras independientes en spots de publicidad, comenzaron a hacer coros a cantantes melódicos de finales de los 60, como Marisol.
En 1968 les llega su gran oportunidad al ser seleccionadas para acompañar a los coros a Massiel en el Festival de la Canción de Eurovisión en 1968, con el tema La, la, la, que a la postre resultó se la canción ganadora de aquella edición. Cristina no pudo viajar a Londres, sede del festival, y fue sustituida por Mª Dolores Arenas.
El arrollador éxito que tuvo la canción, tanto en España como más allá de sus fronteras, catapultó a la fama no solo a la solista, Massiel, sino también al coro que la acompañaba, y que desde entonces pasaron a ser conocidas como Trío La La La, siguiendo el título del tema y su principal estribillo.
En los meses siguientes, seguirían actuando en galas en directo acompañando tanto a la propia Massiel como a Julio Iglesias.
El Trío La La La retornó a Eurovisión en tres ocasiones, en 1970 acompañando a Julio Iglesias y el tema Gwendolyne (4º puesto), en 1971 a Karina con En un mundo nuevo (2º lugar) y en 1978 a José Vélez con Bailemos un vals (9º puesto). 
En 1975 solo dos integrantes del trío volvieron a Eurovisión, Mercedes Valimaña y María Jesús Aguirre, acompañando a Sergio y Estíbaliz con el tema Tu volverás (10º puesto). María Dolores Arenas no pudo ir ya que los coros de ese año estaban formados por dos voces masculinas y dos femeninas, lo que sumando a Sergio y Estíbaliz se alcanzaba el máximo de personas permitidas en el escenario.
En el primer Festival OTI que se celebró en 1972 y que fue organizado por TVE en Madrid (España), el Trío La La La (junto con un trío de voces masculinas) acompañaba a cualquier participante que lo deseaba. En 1975 volvieron a la OTI acompañando a Cecilia con el tema Amor de medianoche (2º lugar) en el Festival celebrado en San Juan de Puerto Rico.

## Trayectoria en solitario
De las tres componentes, quien tuvo una carrera más destacada fue Merche, que debutó en solitario en 1973 con el tema Romance de María Pueblo. Suya también es la voz de la sintonía en castellano del anime La abeja Maya además de dar voz a Kala para cantar junto a Phil Collins la canción En mi Corazón Estarás de Tarzán, da la voz cantante a la Sra. Jenkins en Pocahontas 2 y a Rubí en La dama y el vagabundo 2.